# Гантіаді
Гантіаді (груз. განთიადი) — село в Грузії.
За даними перепису населення 2014 року в селі проживає 130 осіб.